# Ruedi Zollinger
Ruedi Zollinger (* 10. März 1944 in Schlieren) ist ein ehemaliger Schweizer Radrennfahrer.

## Sportliche Laufbahn
Zollinger war Strassenradsportler. Als Amateur gewann Ruedi Zollinger (auch Rudi Zollinger) 1963 das Eintagesrennen von La Chaux-de-Fonds vor Robert Hagmann. Im Amateurrennen der der UCI-Strassen-Weltmeisterschaften kam er als 36. ins Ziel, 1965 wurde er 50. des Rennens. In der Tour de l’Avenir war er 1965 mit der Nationalmannschaft am Start und wurde beim Sieg von Mariano Díaz Vierter. In der Bergwertung des Etappenrennens belegte er den 2. Platz.
1963 wurde er Berufsfahrer im Radsportteam Tigra. Er blieb bis 1968 als Radprofi aktiv. 1966 gewann Zollinger in Frankreich die Rennserie um den Grand Prix Petit Varois. Die Tour de Suisse beendete er als bester Schweizer auf dem 3. Platz der Gesamtwertung. Im Rennen der UCI-Strassen-Weltmeisterschaften schied er aus.

## Familiäres
Auch sein Zwillingsbruder Paul Zollinger war Radrennfahrer.